# Équipe du Mozambique masculine de volley-ball
Cet article traite de l'équipe masculine. Pour l'équipe féminine, voir Équipe du Mozambique féminine de volley-ball.
L'équipe du Mozambique de volley-ball est composée des meilleurs joueurs mozambicains  sélectionnés par la Federação Moçambicana de Voleibol (FMV). Elle figure au 108e rang dans le classement de la Fédération internationale de volley-ball au 1er octobre 2018. 

## Sélection actuelle
Sélection pour les qualifications au championnat du monde 2010.
Entraîneur : Carlos Garcia  ; entraîneur-adjoint : Angelo Lourenco 

## Palmarès et parcours

### Parcours

#### Championnat d'Afrique
| - 1967, 1971, 1976 : non participant - 1979, 1983, 1987 : non participant - 1989, 1991, 1993 : non participant - 1995, 1997, 1999 : non participant - 2001, 2003, 2005 : non participant - 2007 : 9e - 2009, 2011, 2013 : non participant - 2015, 2017 : non participant |